# フォーラム松山
フォーラム松山（フォーラムまつやま、Forum Matsuyama）は、かつて愛媛県松山市にあった映画館である。
東北地方にシネコンを多数展開する映画興行会社『フォーラムシネマネットワーク』（フォーラム山形、フォーラム仙台など）とは何の関係もない。

## データ
- 所在地：愛媛県松山市河原町138番地
現況はライブハウス『松山サロンキティ』（1994年 - 現在）[注 1]。
- 観客定員数[注 1]
  - スクリーン1：84席
  - スクリーン2：84席
  - スクリーン3：144席

## 概要

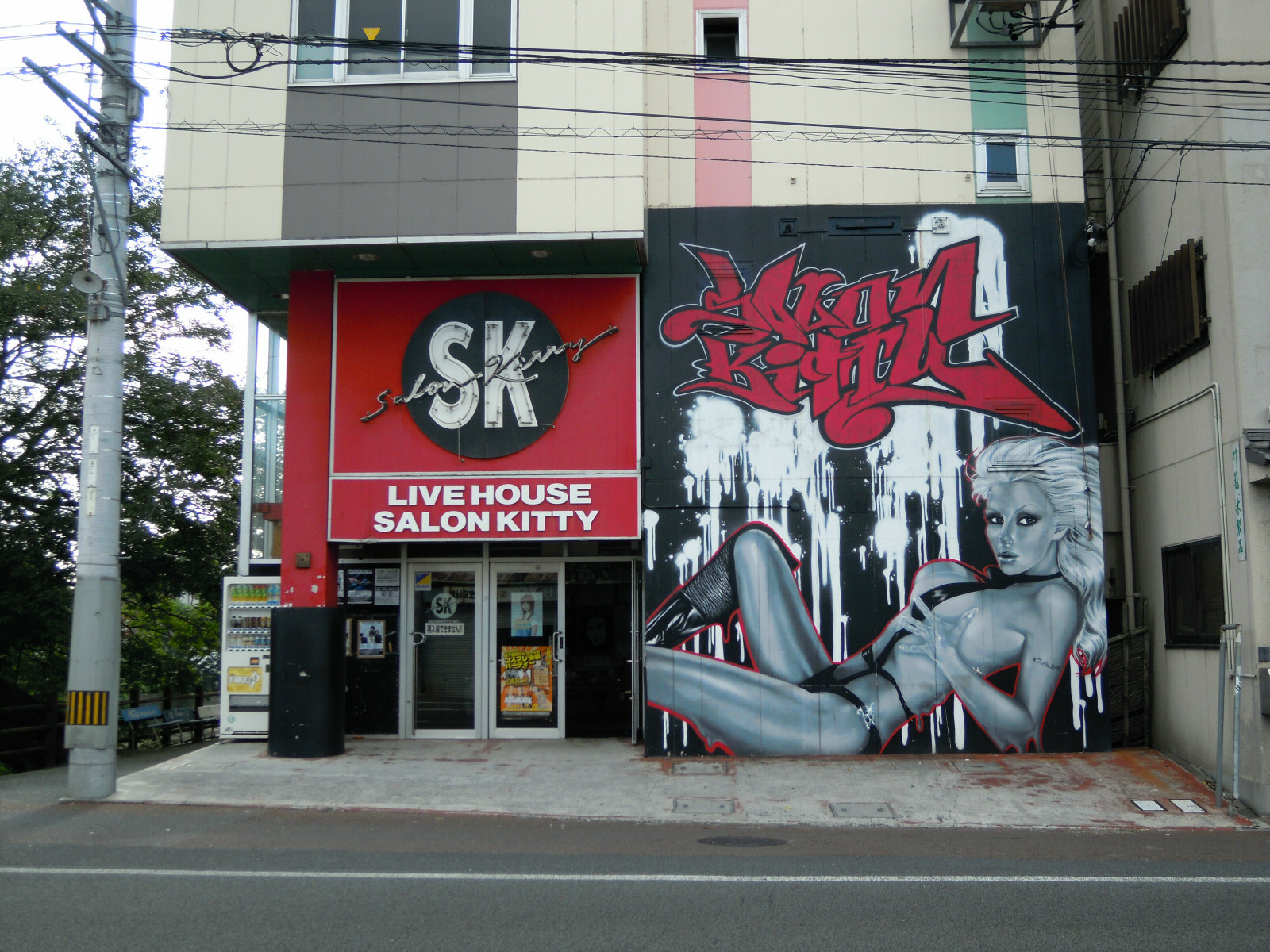
現在の松山サロンキティ

- 1988年7月31日開業。設立者の酒井正則は、「えひめ共同映画社」という小さな映画配給会社を経営、公民館や学校で映画の上映活動を続け、映画愛好家でもあった。フォーラム松山は、市内で世界の名作を見られる映画館を作りたいという酒井の思いから、市民400人の出資により総工事費3億4千万円をかけて作った映画館だった[注 1]。
- シアターはフォーラム1・2・3の3館があり、当初、「封切館」、「再映館」、「クラシック館」として始まった。特に封切館はアート系の作品が多かった。
- しかし、観客動員数は伸びず、開館から1年3ヵ月後の1989年10月23日に酒井が交通事故で急逝。それ以降は社長の川上、支配人の橋本の体制で懸命に上映を続けたが、乗り切ることはできず、1990年11月4日で閉館した。2年3ヵ月間の上映本数は287本だった。跡地にはライブハウス『松山サロンキティ』が1994年にオープンし、現在に至る。
- 閉館から4年後の1994年10月1日、同映画館があったビルの5階にミニシアター『シネマルナティック河原町』がフォーラム支配人だった橋本によりオープン。アート系作品を中心に営業を続けたが2005年11月に休館。同年7月1日にオープンした『シネマルナティック湊町』（旧シネ・リエンテ跡地）に集約され現在に至っている。